# Iijärvi (Kuusamo)
Iijärvi – jezioro w fińskim regionie Ostrobotnia Północna w gminie Kuusamo. Ma 20,537 km² powierzchni, 20 m głębokości oraz linię brzegową o długości 110,08 km. Wypływa z niego rzeka Iijoki, uchodząca do Zatoki Botnickiej. Największą wyspą na Iijärvi jest Kaaperinsaari (61 ha).
Wpływająca do Iijärvi Penikkajoki łączy je z jeziorem Penikkajärvi, zaś Rajajoki z niewielkim Rajalampi.